# 5"/25 kanon

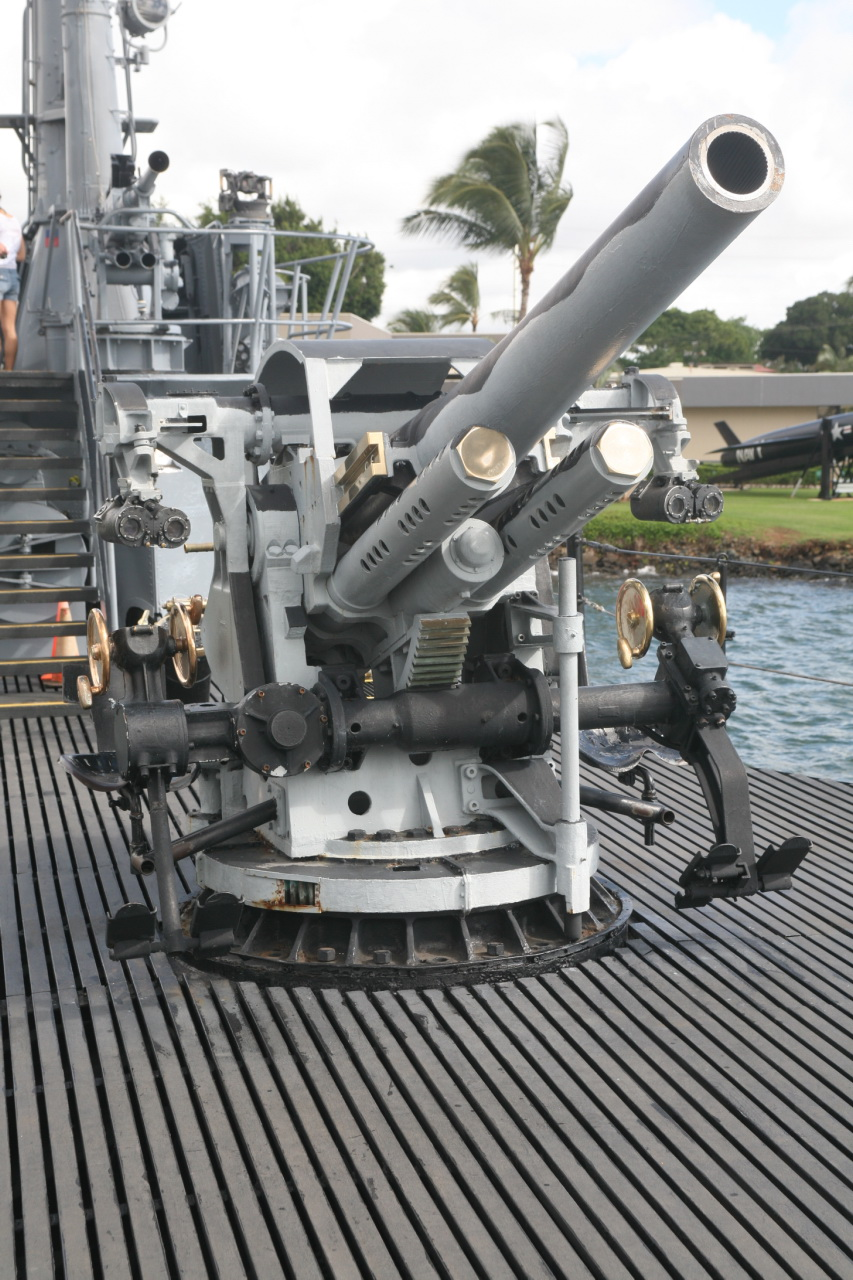
5"/25 kanon på däcket till ubåten.

5"/25 kanonen var standard luftvärnskanonen för USA:s kryssare som byggdes i enlighet med Washingtonfördraget. Pjäsen användes också på slagskepp och hangarfartyg byggda före andra världskriget, senare byttes den ut mot den modernare och kraftfullare 5"/38 kanonen. Utbytta pjäser användes senare som däckspjäser på ubåtar av Balao-klass och Tench-klass. Pjäsen hade en kaliber på 5 tum eller 127 mm och ett eldrör som var 25 kalibrar långt, cirka 3,2 meter.